# Lijst van numismatische termen
Deze lijst van numismatische termen bevat termen die in de numismatiek gebruikt worden.
In Nederland en Vlaanderen worden in de numismatiek veel internationale aanduidingen gebruikt waarbij het Engels, Duits en Frans centraal staan. Daarom staan de hieronder meeste beschreven termen ook in een Duitse/Franse en/of Engelse vertaling. Soms wordt ook het Latijn of het Oudgrieks gebruikt.

## A
- Aanmunting
- Afslag
- Afsnede
- Agio
- Ambulant
- Antique finish

## B
- Beeldenaar
- Belegeringsmunt
- Beleggingsmunt
- Betaalpenning
- Beurs
- Biedprijs
- Biljoen
- Bronsrot
- Bruneren
- Bullion
- Buste

## C
- Cartouche
- Circulatiemunt
- Clip
- Conditie
- Corrosie

## D
- Denominatie
- Diameter
- Dubbelslag

## E
- Edelmetaal
- Eenzijdig
- Expertise

## F
- Faux d'époque
- Fiduciair
- Fornuisnummer

## G
- Gegoten
- Gehalte
- Gehamerd
- Gekroond
- Gelauwerd
- Geribbelde rand
- Geschroefd
- Gietgal

## H
- Halfsnede
- Herdenkingsmunt
- Hybride

## I
- Imitatie
- Incusum
- Incusum
- Intrinsieke waarde

## J
- Jaarserie
- Jaartal
- Jeton
- Justeren

## K
- Kabelrand
- Kappen
- Karaat
- Keerzijde
- Klop (inslag)
- Koninkrijksmunten
- Kop
- Krimpen
- Kraag
- Kruiszijde
- Kwaliteitsaanduidingen

## L
- Laatprijs
- Legende
- Legering
- Ligatuur
- Listel
- Lot

## M
- Medaille
- Medailleslag
- Medailleur
- Merk (munt)
- Misslag
- Munt
- Muntbaar
- Muntbus
- Muntbusopening
- Muntheer
- Munthouder
- Munthuis
- Muntmeester
- Muntmeesterteken /
Lijst van muntmeestertekens
- Muntplaats
- Muntslag
- Muntstang
- Muntteken
- Muntproductieproces
- Muntverzwakking

## N
- Naslag
- Nikkelzilver
- Nominale waarde
- Noodmunt
- Numismaat
- Numismatiek

## O
- Officina-teken
- Ontmunting
- Ontwerp
- Oplage
- Ordonnantie
- Overslag

## P
- Parelcirkel
- Patina
- Penning
- Piedfort
- Plaquette
- Plateren
- Poinçoen
- Portretzijde
- Primitief
- Proefslag
- Pseudomunt

## R
- Raadsteken
- Rand
- Randschrift
- Reduceermachine
- Rekenpenning
- Reliëf
- Rondel

## S
- Schroefpers
- Slaan
- Sleischat
- Snoeien
- Stempel
- Stempelbreuk
- Stempeldraaiing
- Stempelsnijder
- Stempelstand

## T
- Tinpest
- Titulatuur
- Tolerantie
- Tweemetalig

## U
- Uniface

## V
- Variant
- Veld
- Verzamelgebied
- Voorzijde

## W
- Wapen
- Wapenzijde
- Wettig betaalmiddel

## Z
- Zeldzaamheid
- Zinkpest